# Fideus d'arròs

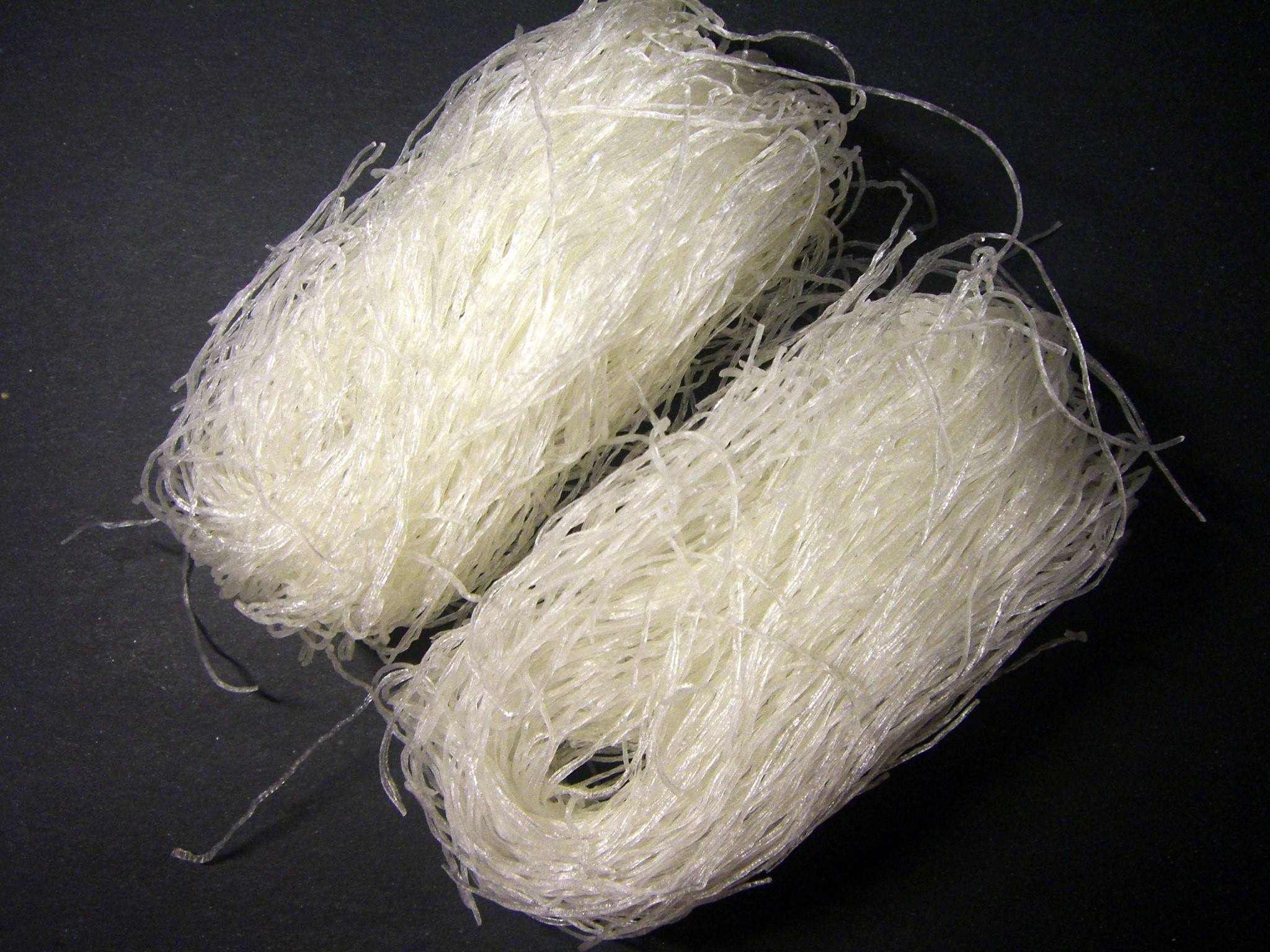
Fideus Dongfen (冬粉).

Els  fideus d'arròs  són elaborats amb pasta d'arròs. Els principals ingredients són farina d'arròs i aigua, algunes vegades s'afegeix algun altre ingredient com tapioca o midó de blat de moro. Algunes varietats són Shah fen (沙河粉, també anomenat  hé fen  i 米粉, mǐ fen; també anomenat «palets d'arròs».

## Plats notables
El char kway teow, pad thai, phở, kuyteav, rotllets d'estiu, mee krob són plats amb fideus d'arròs.
- Hokkien mee : Un plat molt comú en Malàisia i Singapur, on els  vermicelli  d'arròs estan barrejats amb fideus grocs fregits amb gambes, sípia i porc tallats.
- Mohinga : De Birmània, servit amb curri i peix.
- Pancit bihon : Elaborat a l'estil stir-fried, molt típic de la cuina filipina.
- Satay bee hoon : Servit amb salsa de cacauet a Satay, molt típic a Singapur.
- Fideus d'arròs fregits de Singapur (星 州 炒米,  xīngzhōu cháomǐ ).
- Rotllet de primavera: Amb gambes i herbes en un rotllo de paper d'arròs, molt popular a Vietnam.

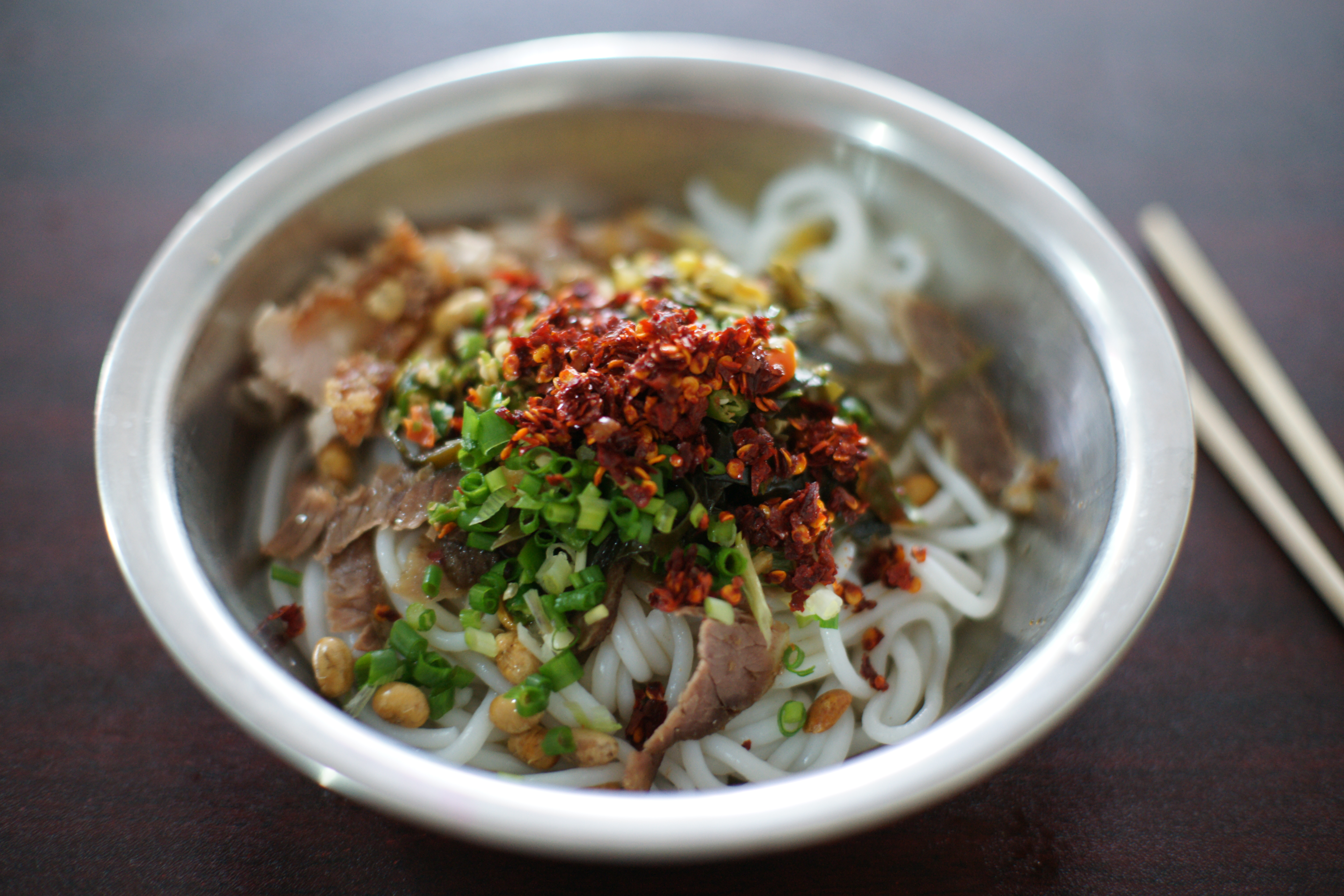
Vermicelli  d'arròs de Guilin
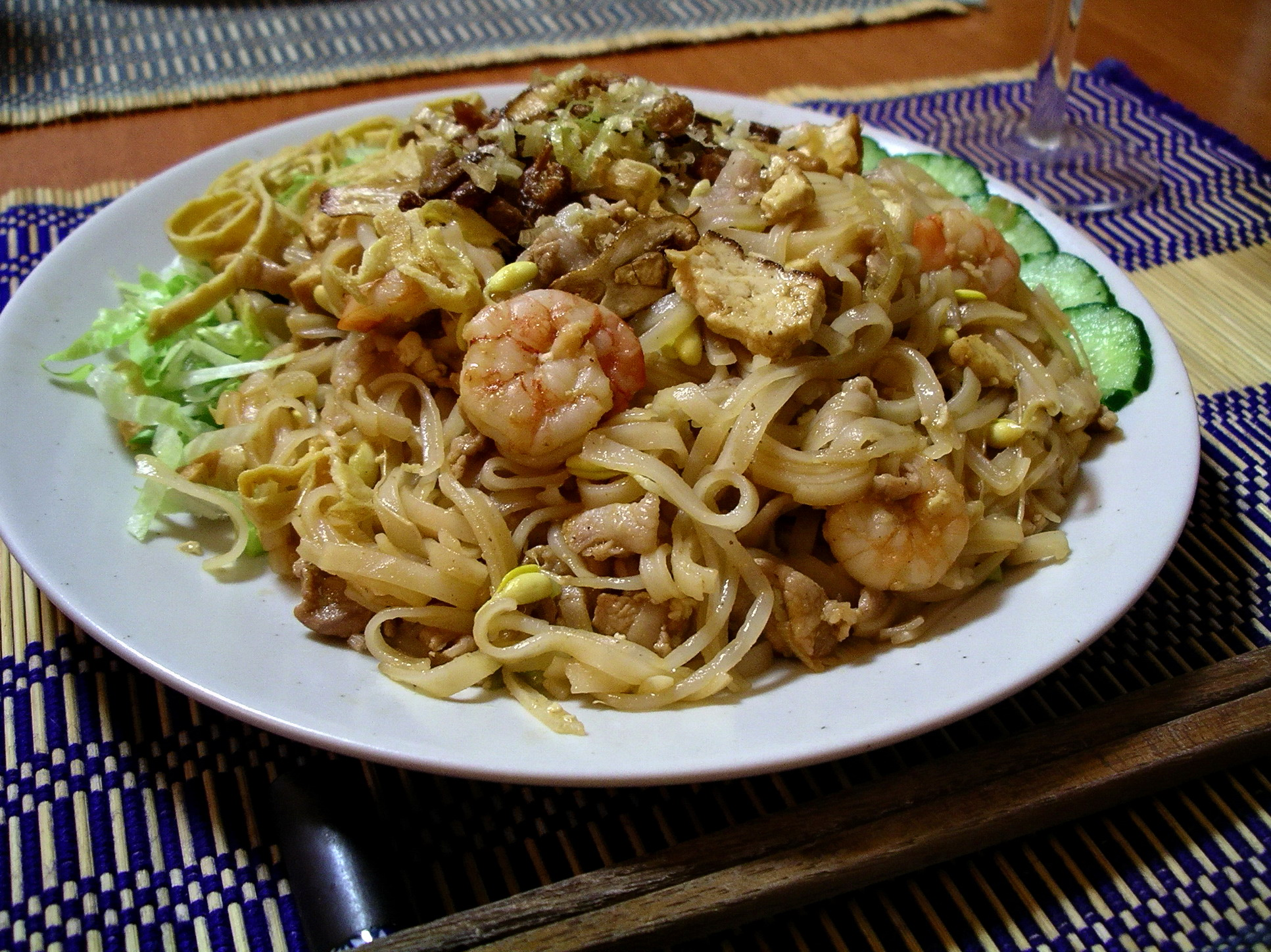
Yaki-bifun
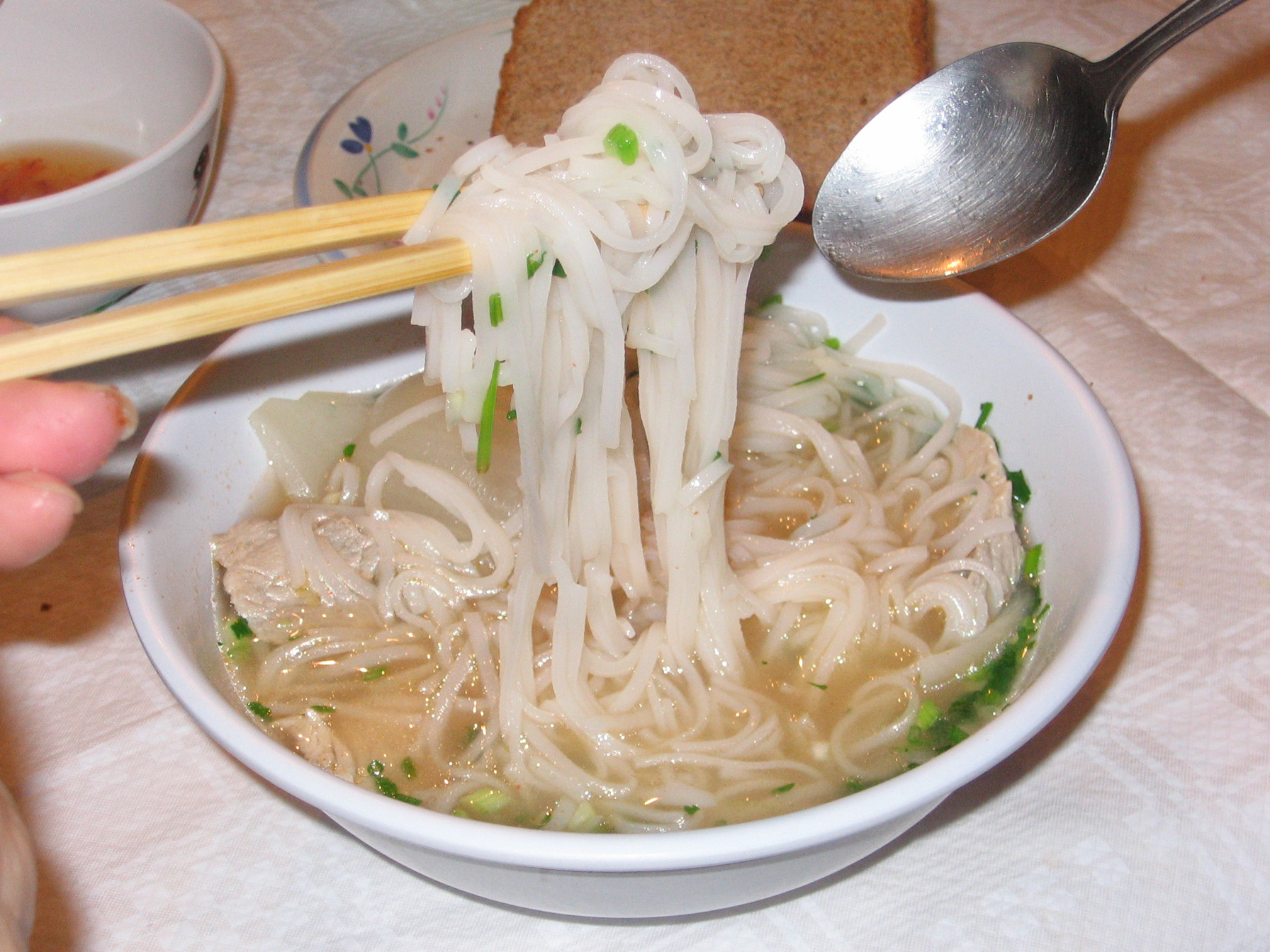
Un bol vietnamita de Phở